# 우마무스메 PRETTY DERBY 새로운 시대의 문
《우마무스메 PRETTY DERBY 새로운 시대의 문》(일본어: ウマ娘 プリティーダービー新時代の扉 영어: Umamusume: Pretty Derby BEGINNING OF A NEW ERA)은 2024년 5월 24일에 공개된 일본의 경마 스포츠 애니메이션 영화이다. Cygames의 모바일 게임 우마무스메 프리티 더비를 원작으로 하는 극장판이다.

## 등장인물

### 주연
- CV 후지모토 유리 - 정글 포켓 역
- CV 우에사카 스미레 - 아그네스 타키온 역
- CV 오구라 유이 - 맨하탄 카페 역
- CV 후쿠시마 하루나 - 단츠 플레임 역

### 조연
- CV 사쿠라이 미유키 - 루 역
- CV 이고마 유리에 - 시마 역
- CV 히토미 사야 - 메이 역
- CV 토쿠이 소라 - 티엠 오페라 오 역

## 기타
- 작중 배경은 2001년 클래식 시즌으로, 1999년 클래식 시즌을 배경으로 둔 웹 애니 ROAD TO THE TOP과 시간선이 이어져 있다. 게임판이나 TVA 1~3기는 물론, 신데그레와 스타 블로섬 등 다른 우마무스메 미디어믹스 작품들과는 별개의 평행세계.